# Sfiorarsi
Sfiorarsi è un film del 2006 diretto da Angelo Orlando. Il film è stato presentato in anteprima al festival Cinema. Festa internazionale di Roma 2006 nella sezione Serate Italiane.

## Trama
Céline è un'attrice, ha circa trent'anni, tante storie cominciate, terminate e, una figlia, Lisa, una bambina di dieci anni. Paolo è un fotografo, sulla quarantina, qualcosa di più forse. Si nasconde l'età, più che di invecchiare, ha paura di crescere, di rinunciare a tutto quello che è la passione di un nuovo inizio. Forse per questo ama così tanto intrecciare relazioni con le sue studentesse, ha paura di sacrificare il suo animo infantile che lo allontana dal considerare una relazione approfondita con una donna. Paolo e Celine si sfiorano da una vita e non lo sanno.

## Produzione
Girato tra Roma (prevalentemente nel quartiere Garbatella) e Parigi, il film è stato prodotto con il contributo del Ministero dei Beni e delle attività culturali e del Turismo). Sceneggiato dai due attori protagonisti, diretto da Angelo Orlando è la terza regia dell'artista salernitano. Sacrificato da una distribuzione invisibile, indipendente, proiettato per quattro mesi di fila in un cinema storico della capitale (il Filmstudio). Girato in pellicola super 35, il film ha partecipato a numerosi festival nazionali e internazionali.

## Riconoscimenti
- 2006 - Festival del cinema indipendente di Foggia
  - Premio della stampa
- 2008 - Invisible Film Fest
  - Premio migliore attrice protagonista (Valentina Carnelutti)
  - Premio migliore regia (Angelo Orlando)
  - Premio migliore sceneggiatura (Valentina Carnelutti e Angelo Orlando)
- 2008 - Napoli Film Festival
  - Premio Vesuvio
- 2009 - Clorofilla Film Festival
  - Premio migliore attrice (Valentina Carnelutti)